# Lamia Ziadé
Lamia Ziadé (Beirut, Líbano, 1968) es una ilustradora y artista visual libanesa. Creció en Líbano; y luego se mudó a París y estudió artes gráficas en el Atelier Met de Penninghen. Vive y trabaja en París.

## Biografía
Lamia empezó su carrera como diseñadora de tejidos para marcas de lujo, incluyendo Jean-Paul Gaultier e Issey Miyake.  Desarrolló su práctica de ilustración a través de la publicación de libros, incluyendo textos infantiles y libros de adulto (con a veces contenido erótico).
En paralelo a sus dibujos e ilustraciones, Ziadé empezó, en 2003, en trabajar en obras de arte de escala grande en temas humorísticos y eróticos, con una estética inspirada de Arte pop. Esos lienzos, de medios mixtos, implican una multiplicidad de técnicas (como el collage y el bordado) y la acumulación de artefactos heterogéneos como botellas de whisky de minibar y los reposacabezas de Air France. En 2008,  exhibió un proyecto La Guerra del Hotel. Esa instalación de lana y tejidos de modelos infantiles de edificios, hace referencia a la Batalla de los Hoteles que tuvo lugar en el corazón de la ciudad de Beirut entre 1975 a 1976.
Trauma y memorias de esos acontecimientos, y de la guerra civil libanesa en general empujó a Lamia a publicar Adiós Adiós Babilonia, una novela ilustrada autobiográfica en qué  evoca su percepción personal de las transformaciones que sacudió su país.

## Publicaciones
- Lettres à mon fils, con Fouad Elkoury (Actes Sud, 2016)[6]
- Ô nuit, ô mes yeux: Le Caire / Beyrouth / Damas / Jérusalem (P.O.L. éditeur, 2015)
- Adiós Adiós Babilonia. Beirut 1975@–1979 (Jonathan Cabo, 2011)
- Dix doigts Vierte une voix (Patricia Huet, Éditions du Seuil, 2002)
- Máximo de utilización de la douceur (con Vincent Ravalec, Éditions du Seuil, 2001
- Souliax (Con Olivier Douzou, Ediciones du Rouergue, 1999)
- Cinta tease (Ediciones du Rouergue, 1998)

## Exposiciones

### Exposiciones sola
- Humo, Espace Kettaneh Kunigk, Beirut, 2009
- Chamade París, Galerie Alfa, París, 2009
- Tiempo para un Kent, Galerie Benjamin Trigano, Los Ángeles, 2008
- Hoteles' Guerra, Galerie Tanit, Múnich, 2008
- Soy tan feliz me encontré, Galerie Kamel Mennour, París, 2006
- Je veux que personne ne le sache, Galerie KamelMennour, París, 2003
- Lola Cartable, Galerie de l'Entretemps, París, 1996

### Exposiciones de grupo
- Subtitled: Con Narrativas de Líbano, Universidad Real de Arte, Londres, 2011
- Rebirth, siglo XXI de Líbano Arte Contemporáneo, Centro de Arte de Exposición de Beirut, Beirut, 2011 Archivado el 16 de enero de 2013 en Wayback Machine.
- Todo Aproximadamente Beirut, Caja Blanca, Múnich, 2010
- Tracés de Viajes, Si Galerie, París, 2010
- Blitz, Galerie ALFA, París,  2010
- Fase Zéro, Galerie Serge Aboukrat, París, 2009
- Sexy Souks, Punto Ephémère, París, 2007
- Chicas, chicas, chicas, PUEDE, Neuchâtel, 2004